# Siegfried Schug

Siegfried Schug (Porträtfoto im Reichstagshandbuch 1938)

Siegfried August Schug (* 15. März 1898 in Wattenscheid; † 9. Februar 1961 in Öflingen, Baden-Württemberg) war ein deutscher Politiker (NSDAP).

## Leben und Wirken
Nach dem Schulbesuch erlernte Siegfried Schug das Schlosserhandwerk. Von 1916 bis 1918 nahm er als Soldat am Ersten Weltkrieg teil. Im Krieg wurde er einmal verwundet und mit dem Eisernen Kreuz II. Klasse und dem Verwundetenabzeichen in schwarz ausgezeichnet.
1927 wurde Schug Leiter der NSDAP-Ortsgruppe Köslin. 1928 folgte die Ernennung zum Kreisleiter des Kreises Köslin Stadt und Land und zum Bezirksleiter des Bezirks Pommern Ost, dem er bis zu dessen Auflösung 1932 vorstand. Seit 1929 war er zudem Mitglied der Stadtverordnetenversammlung in Köslin. Er war Abgeordneter des Provinziallandtags der Provinz Pommern von 1929 bis zu dessen Abschaffung 1933. Bei der Wahl am 17. November 1929 wurde Schug, der im Wahlkreis Köslin-Bublitz kandidiert hatte, als einer von vier NSDAP-Abgeordneten in den Provinziallandtag gewählt und war in den folgenden Jahren Mitglied des 59. bis 61. Provinziallandtags. Bei der Wahl am 12. März 1933 wurde er für den Wahlkreis Stettin gewählt und war Mitglied des 62. Provinziallandtags. Von 1932 bis 1933 war er auch Mitglied des Preußischen Landtages.
Von 1934 bis 1937 war Schug Gauamtsleiter des Gauamts Gauorganisation, anschließend ab 1. Oktober 1937 Kreisleiter des Kreises Stargard-Saatzig. In dieser Eigenschaft setzte er sich in der Reichskristallnacht für die Niederbrennung der Synagoge in Stargard in Pommern ein, die durch das Eingreifen der Feuerwehr jedoch nicht zustande kam.
Von November 1933 bis zum Ende der NS-Herrschaft im Frühjahr 1945 saß Schug zudem als Abgeordneter für den Wahlkreis 6 (Pommern) im nationalsozialistischen Reichstag. Hinzu kam das Amt des Treuhänders der Alten Garde des Gaues Pommern. Er wurde 1943 zum Oberbereichsleiter der NSDAP und NSKK-Standartenführer befördert.